# ツメブ鉱山
ツメブ鉱山（ツメブこうざん）とはナミビアのツメブに存在する鉱山である。ダイアモンドその他の鉱物が産出する。
ツメブ鉱山で有名な鉱物としてオリーブ銅鉱やダイアモンド、赤銅鉱、フォスゲナイトが存在する。

ツメブ鉱山の鉱物
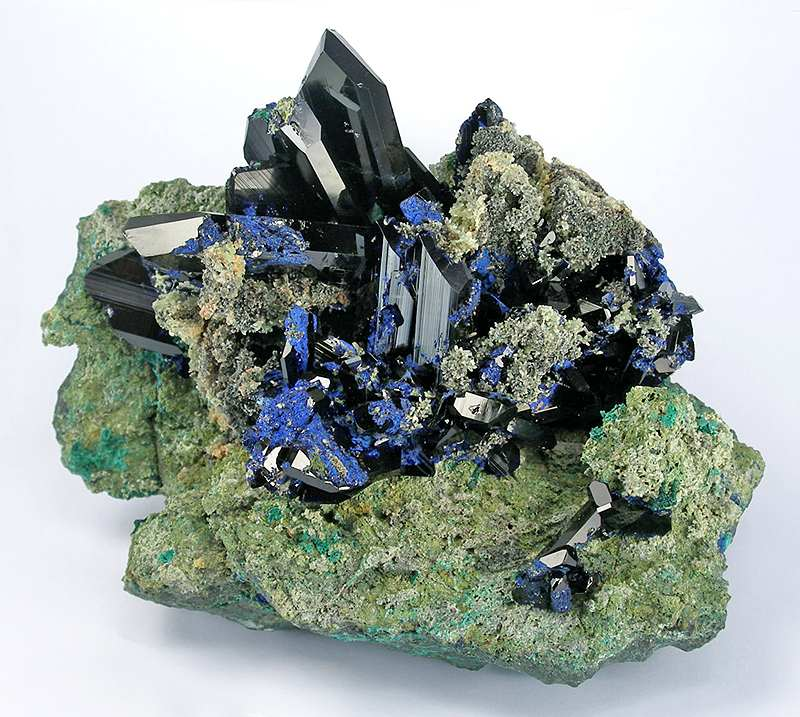
藍銅鉱の非常に大きな結晶の塊、US$125,000で提供されたスミソニアン博物館の収蔵品　サイズ 16.7 x 13.2 x 10.5 cm.
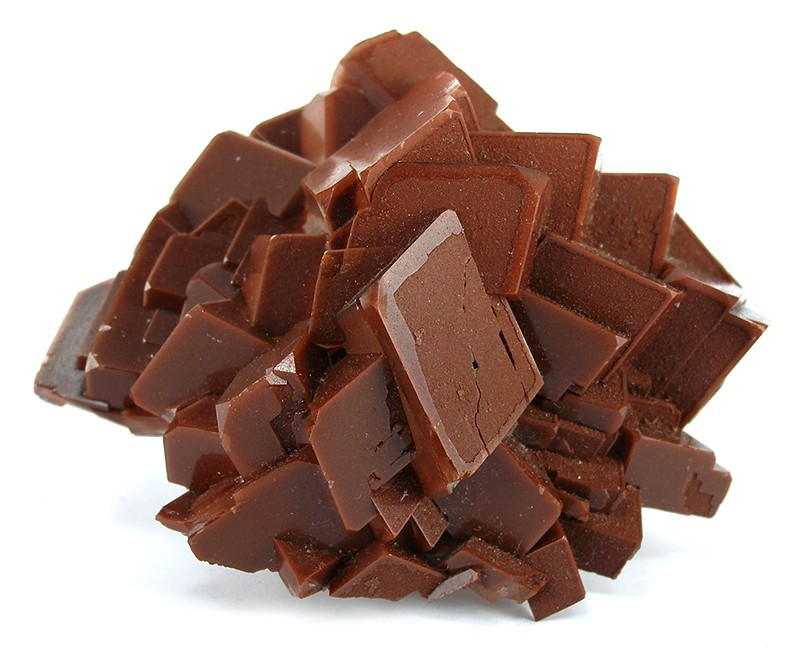
小さな赤鉄鉱が含有することによって赤く彩られた方解石の結晶　サイズ 9 x 9 x 4.3 cm.
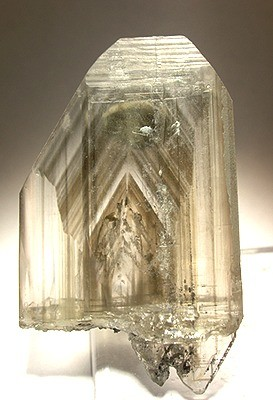
白鉛鉱（英語版）を帯状に囲んだ結晶　サイズ 5.9 x 3.6 x 1 cm.
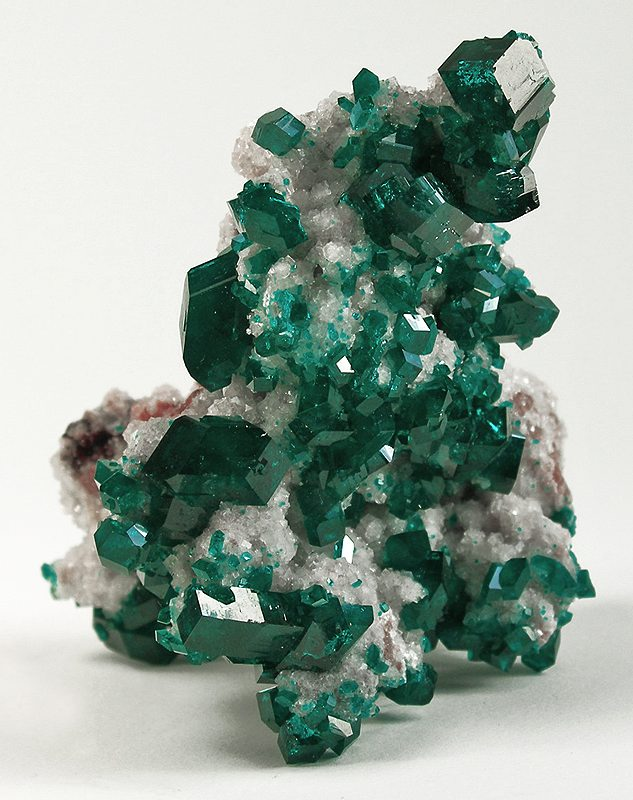
方解石の上に付着した翠銅鉱の結晶、典型的なツメブ鉱山の標本　サイズ 8.2 x 5.8 x 5.5 cm
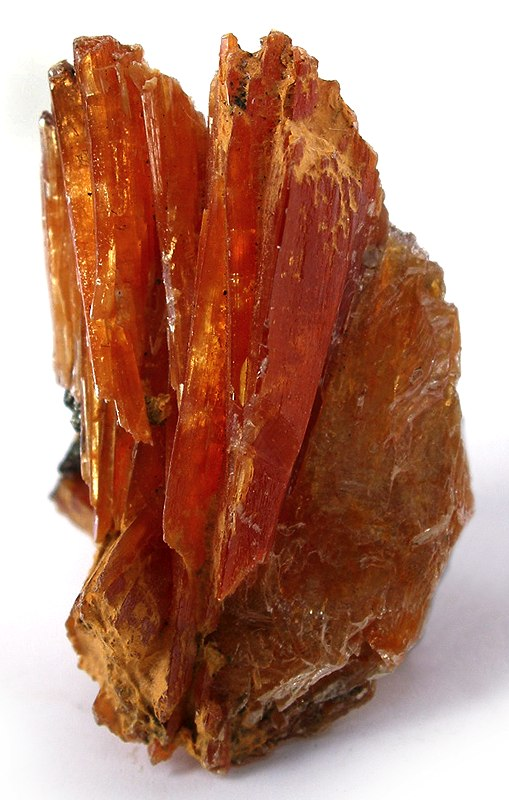
ラドロッカイト (Ludlockite) が含有することによって赤褐色に彩られたライテ石（英語版）（亜鉛のヒ酸塩鉱物）とヒ酸水素鉛(II)。ツメブ鉱山は両方の種の基準産地である　サイズ 2.8 x 1.8 x 1.2 cm.
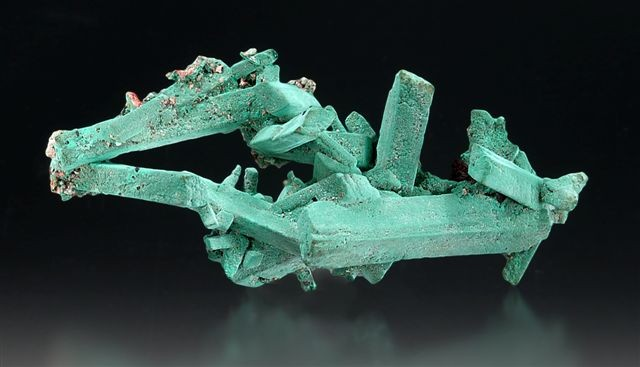
藍銅鉱の後に置き換わった孔雀石の仮晶　サイズ 13 x 6 x 4 cm.
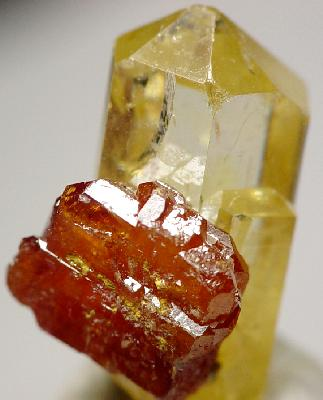
モリブデン鉛鉱（英語版）がサイドカーのように付いている宝石のように輝くミメット鉱（英語版）　サイズ 2 x 1 x 1 cm.
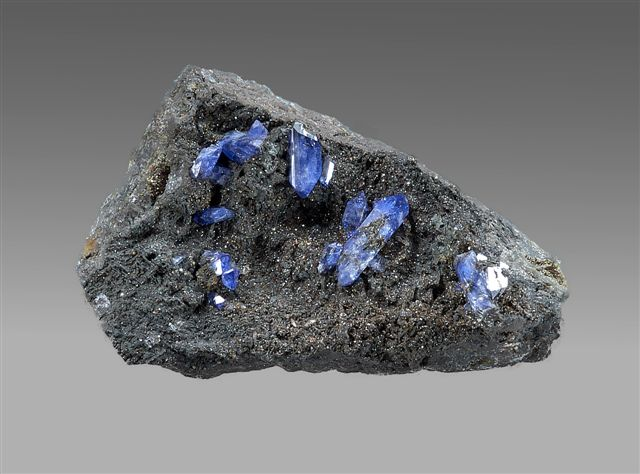
茶色がかっている黒色のビューダン石（ドイツ語版、フランス語版） (beudantite) の上に付いた瑠璃色のスコロド石の結晶　サイズ 8 x 5 x 3 cm.